# Вртача
Вртаче или поникве су затворене депресије, најчешће овалног облика, од метарског до декаметарског пречника и дубине. Обично се третирају као елементарни површински облици крашког процеса.
Димензије вртача варирају у веома широким границама јер зависе од различитих фактора. Фактори који одређују димензије вртача су: режим и укупна количина падавина на том простору, чистоћа и дебљина кречњачке масе, честина пукотина у кречњаку, интензитет корозије (крашке или хемијске ерозије), стадијум еволуције, тектонска поремећеност кречњака, климатска зоналност, тип краса итд. Највећи број вртача има ширину 20-50 m а дубину 5-10 m. Мале вртаче имају ширину од једва неколико метара а дубину неколико десетина сантиметара. Насупрот њима постоје вртаче џиновских размера. Вртача Пониква, изнад Бакра, има пречник од 800 m, а дубину 200 m. Северно од ње је вртача чији је пречник 700 m и у њој је периодско језеро. Вртача Норин у Никшићком пољу дугачка је 600, широка 450, а дубока 160 m.
Највећи број вртача настаје растварањем. Предиспозицију за појачано растварање представљају механички дисконтинуитети стенске масе - разломи, међуслојне пукотине, а нарочито места укрштања више разлома. У ретким случајевима, вртаче могу настати проваљивањем таваница плитких подземних просторија и слегањем тла. Тако настали облици називају се саломне вртаче.
Вртаче су, по правилу, масовна појава. Јављају се на заравњеним теренима, где се воде дуже задржавају на површини и обављају растварање. Огољен кречњачки терен, покривен великим бројем од левкастих до бунарастих вртача, између којих постоје само уске преграде, назива се богињави крас.
На теренима које изграђују тање масе карбоната, које се смењују с нерастворљивим стенама, јављају се ретке, индивидуалне вртаче, обично мањих, од метарских до декаметарских димензија. Њихове странице и дна су прекривени дециметарски дебелим елувијумом. Такви облици се називају алувијалне вртаче.
Вртаче се веома често јављају у низовима, када следе крупније разломне структуре, или слојевитост, тј. међуслојне пукотине. Низ вртача оријентисан у једном правцу сигуран је индикатор постојања разлома, често и подземних токова. Вртаче у таквим низовима имају изразита издужења у правцу пружања разлома. Велике индивидуалне вртаче настале на пресеку два међусобно управна разлома имају крстаст изглед, с издужењем у оба правца.
Развој вртача условљен је и нагибом падине, тј. могућношћу задржавања воде на површини терена. На стрмијим странама јављају се само шкрапе. Вртача и увала нема, што никако не значи да су ти делови терена слабо красификовани.

## Класификација вртача
Вртаче имају разноврсне облике. Њихова класификација врши се на основу следећих морфолошких одлика: изгледа, облика, дубине и нагиба страна вртача. На основу тих одлика Јован Цвијић издвојио је 2 генетска и 3 морфолошка типа вртача. Генетски типови вртача су нормалне и саломне.
Према изгледу он је издвојио три типа вртача: тањирасте, левкасте и бунарасте (или окнасте).
1. Тањирасте вртаче су плитке вртаче, чији је полупречник вишеструко већи од дубине. Дно им је обично заравњено, покривено црвеницом. Тањирасте вртаче настају у слабије растворљивим стенама, као што су доломити, или у кречњацима с већим садржајем нерастворљивих компонената.

1. Левкасте вртаче имају полупречник приближно једнак дубини. Ти облици су веома чести у добро растворљивим, тектонски поремећеним кречњацима. На њиховим странама, по правилу, су развијене шкрапе.

1. Полупречник бунарастих вртача је знатно мањи од дубине а често имају вертикалне стране. Ове вртаче настају на пресеку два вертикална - субвертикална разлома или више њих. Оне представљају прелаз ка јамама. Оштра граница између бунарастих вртача и јама не може се поставити.[1] Овај тип вртача ређи је у односу на претходна два. Репрезентативни примери овог типа има у околини Логатеца, у Словенији, где имају дубину 15-20 m a пречник само 2-5 m. У Радоштаку (огранак Орјена) оне су дубоке до 150 а широке до 50 m. У Источној Србији означавају их као пропаст. Највећи њихов број налази се на површи Валожја, на Сувој планини. Типичан представник овог типа је Чавчија Пропаст; дубине су 20 m и пречника 3 m. Код неких пропасти дно се продужује у омању двораницу. Вртача Пропаст у Ждребици има отвор пречника 5 m, дубина стромора је 12 m, који се продужава у хоризонтални канал дужине 15 m.[3]

У морфографском погледу, према изгледу њиховог отвора, вртаче се деле на округласте, овалне и издужене. Код овалних већа оса је два пута дужа од мале осе, а код издужених је тај индекс још и већи.

## Терминологија
Постоје различити називи за овај облик површинског крашког рељефа. У зависности од краја у коме се срећу, односно дијалекта локалног становништва означавају се називима до, долац, долина, дулиба али и вртоп или вртеч, што је случај у Источној Србији. Термин „долина” ушао је у светску геоморфолошку литературу.